# Бенгалски календар
Бенгалски календар (бенгалски: বঙ্গাব্দ Bônggabdo или বাংলা সন Bangla Shôn) или Бангла календар је традиционални соларни календар који се користи у Бангладешу и источним индијским државама Западни Бенгал, Асам и Трипура. 
Први дан године је празник Pôhela Boishakh и то је 14. април у Бангладешу одн. 15. април у Индији. У Асаму то одговара ери Bhaskar, названој по камарупанском краљу, Bhaskarvarman-у. Број бенгалске године је увек за 593 мањи од грегоријанске (н. е.) у периоду од бенгалске до међународне нове године, одн. за 594 мањи пре Похела Боишаха. 
Текућа бенгалска година (2008—09) је 1415.

## Историја
Пре него што је уведен бенгалски календар, пољопривредни и земљишни порези су сакупљани по исламском календару (познат и као хиџретски календар). Али, ово је чисто лунарни календар, који не обраћа пажњу на годишња доба, па се пољопривредна година не мора поклапати са фискалном годином. Тако су фармери могли бити притиснути да плате порезе у невреме. 
Како би поједноставио и олакшао сакупљање пореза, могулски цар Ахбар (вл. 1556-1605) је наредио реформу календара. На то је Амир Фатехула Ширази, чувени учењак тог времена и краљевски астроном, формулисао нови календар на основу лунарног хиџретског и соларних хинду календара. Тако је настао Бангла календар, који је уведен након жетвене сезоне, када су сељаци били у повољнијем финансијском положају. У складу са жетвеном сезоном, нови календар је у почетку називан Жетвени календар, или ফসলী সন Fôsholi Shôn. 
Нови „Фошоли Шон“ је уведен 10/11. марта 1584, али је датиран од Ахбаровог устоличења 1556. Новодефинисана година је касније постала позната као বঙ্গাব্দ Bônggabdo или বাংলা সন Bangla Shôn ("Бенгалска година").
По другачијем тумачењу, почетак бенгалске ере је приписан Шашанки, краљу старог Бенгала, који је владао негде између 600. и 625. н. е. Под његовом влашћу је био већи део данашњих индијских држава Бенгал, Бихар и Ориса. Ово се углавном објашњава тиме да година 963. B.S. (Bangla Shôn апр. 1556-57.) није почела истовремено са 963. хиџретском годином (нов. 1555 - нов. 1556. н. е.). Прва година бенгалске ере би онда одговарала 593/594. н. е. и до Ахбаровог доба, 963. бенгалска се скоро поклапала са 963. годином већ коришћене хиџретске ере. Ахбар је због практичних предности почео да користи бенгалску еру као званични календар за сакупљање пореза. 
Током владавине Могула, бенгалски календар је званично уведен широм њиховог царства (већи део Индије). Али, с крајем њихове владавине и календар је изашао из употребе, осим у Бенгалу. 

## Организација календара

### Годишња доба
Бенгалски календар обухвата шест сезона (годишњих доба), свака има по два месеца, како се може видети у табели. Осим нама познатих, пролећа, лета, јесени и зиме, ту су још и два карактеристична за климу Бенгала: суво и кишно.

### Месеци
Имена дванаест месеци бенгалског календара потичу од имена накшатри (на бенгалском: নক্ষত্র nokkhotro - „месечева кућа"): положаја Месеца у односу на одређене звезде током лунарних циклуса. Претпоставља се да ова имена потичу из Shakabda-е (Сака календара), још једног календара коришћеног у овом региону, уведеном током династије Шака. Имена месеци су: 
- বৈশাখ Boishakh по звезди বিশাখা Bishakha (у Ваги)
- জ্যৈষ্ঠ Joishţho по звезди, জ্যেষ্ঠ Jeshţho (у Шкорпији)
- আষাঢ় Ashaŗh по звезди, অষাঢ়া Ôshaŗha (у Стрелцу)
- শ্রাবণ Srabon по звезди, শ্রাবণ Srabon (у Орлу)
- ভাদ্র Bhadro по звезди, ভাদ্রপদা Bhadropôda (у Пегазу и Андромеди)
- আশ্বিন Ashshin по звезди, অশ্বিনী Ôshshini (у Овну)
- কার্তিক Kartik по звезди, কৃত্তিকা Krittika (Плејаде)
- অগ্রহায়ন Ôgrohaeon по звезди, অগ্রাইহন Agraihon
- পৌষ Poush по звезди, পুশ্য Pushsho (у Раку)
- মাঘ Magh по звезди মঘা Môgha (Регулус)
- ফাল্গুন Falgun по звезди, ফাল্গুনী Falguni (Леонис и Денебола), и
- চৈত্র Choitro по звезди, চিত্রা Chitra (Спика)

Наводи се и да су на почетку имена месеци била другачија него данас, да су коришћена персијска имена: Farwadin, Ardi, Vihisu, Khordad, Teer, Amardad, Shahriar, Aban, Azur', Dai, Baham и Iskander Miz.

### Дани
И бенгалски календар има седмодневну недељу. Такође, налик неким другим календарима, имена потичу од небеских тела (নবগ্রহ nôbogroho).
- Понедељак: সোমবার Shombar по সোম Shom (Месечево божанство)
- Уторак: মঙ্গলবার Monggolbar по মঙ্গল Monggol (планета Марс)
- Среда: বুধবার Budhbar по বুধ Budh (планета Меркур)
- Четвртак: বৃহস্পতিবার Brihoshpotibar по বৃহস্পতি Brihoshpoti (планета Јупитер)
- Петак: শুক্রবার Shukrobar по শুক্র Shukro (планета Венера)
- Субота: শনিবার Shonibar по শনি Shoni (планета Сатурн)
- Недеља: রবিবার Robibar по রবি Robi (Сунчево божанство)

У бенгалском календару дан почиње изласком Сунца, за разлику од грегоријанског (поноћ) и исламског (залазак Сунца).

## Ревидирани бенгалски календар
Комитет на челу са чувеним научником др. Muhammad Shahidullah-ом и под надзором Бенгалске академије је 17.2.1966. модификовао календар. Овај комитет је дао неке препоруке у вези различитих проблема с којим су се суочавале руралне бенгалске културне традиције услед промена месеци и сезона. 
Дужина године у бенгалском календару, као и у грегоријанском, се рачуна као 365 дана, а година заправо има око 365 и 1/4 дана (нпр. тропска година око 365 дана, 5 сати, 48 мин. и 47 сек. а сидерална година око 365 дана, 6 сати, 9 мин. 10 сек.). За разлику од грегоријанског, бенгалски календар је почивао на астрономским прорачунима и није имао имао преступну годину којом би се то ускладило. И бенгалски месеци су били различите дужине. Да би исправили овај несклад и да би бенгалски календар био прецизнији, поступило се по следећим препорукама Бенгалске академије:
- Првих пет месеци године, од Boishakh-a до Bhadro-а, ће имати по 31 дан.
- Преосталих седам месеци године, од Ashshin-a до Choitro-a ће имати по 30 дана.
- После сваке четврте године, месецу Falgun ће бити додаван још један дан, како је доле описано.

Ревидирани календар је званично прихваћен у Бангладешу. У суседном Западном Бенгалу (Индија) је настављено са старим календаром.

### Реформисане и нереформисане верзије
Први дан месеца Боишак, Pohela Boishakh, је Бенгалска нова година. У Бангладешу је то 14. априла сваке године, према реформисаном календару. У западном Бенгалу то је (углавном) 15. априла, јер тамо следе нереформисани календар, који није фиксиран у односу на западни календар. 
У индијском Западном Бенгалу, Бенгалци следе сидерални соларни календар, за разлику од тропског, какви су грегоријански и реформисани бенгалски. Математичка разлика између две врсте календара изазива разлику у првом дану године у два подручја. Дужине месеци такође нису фиксиране у сидералном бенгалском календару, већ се базирају на реалном кретању Сунца.

## Преступна година
Према новом календарском систему, месец Фалгун (који почиње 13. фебруара) има 31 дан сваке четврте године. Како би се одржала веза са грегоријанским календаром, бенгалске преступне године су оне чија се одговарајућа грегоријанска календарска година рачуна као преступна. Нпр. Фалгун 1410. B.S. се сматрао пресупним месецом, јер је захватао грегоријански преступни месец фебруар 2004.
Мада се у Западном Бенгалу користи сидерални соларни календар, број дана у месецима се одређује реалним кретањем Сунца кроз зодијак. У овом календару, од броја године се одузима седам, резултат се дели са 39. Ако је остатак после дељења 0 или дељив са 4, година се означава као преступна и садржи 366 дана, последњи месец Choitro узима 31 дан (нпр. за 1410: 1410 - 7 = 1403; 1403 mod 39 = 38, што није дељиво са 4). У сваких 37 година има 10 преступних (или просечно 365 дана, 6 сати, 29 мин. 11 сек. по години, 20-так минута дуже од сидералне године), мада током дужег времена може бити потребна и ванредна ревизија. 

## Употреба
Употреба и популарност бенгалског календара на истоку Јужне Азије делом потиче од његове прилагођености јединственим годишњим добима тог региона. Источна Јужна Азија има климу коју је најбоље поделити у шест годишњих доба, поред пролећа, лета, јесени и зиме, ту је и кишно (после лета) и суво (после јесени).
У свакодневној употреби бенгалски календар је углавном замењен грегоријанским календаром. Још увек се њиме одређују празници карактеристични за бенгалску културу (нпр. Pohela Boishakh, Durga Puja итд.) и означавање годишњих доба, чиме га бангладешка влада признаје за обележавање државних празника у Бангладешу. Скоро све новине на бенгалском и енглеском у Бангладешу и Западном Бенгалу дају датум по бенгалском календару поред грегоријанског. Многе новине у Бангладешу такође додају и трећи датум, по исламском календару. То би могло изгледати "17 Jyeshtho 1415, 25 Jumada 'l-Ula 1429, 31 May 2008". 

## Сродни календари
Бенгалски календар је сродан Хинду соларном календару, који почива на Surya Siddhanta-и. Хинду соларни календар такође почиње половином априла, први дан овог календара се, осим Бенгала и Бангладеша, слави као традиционална Нова година и у индијским државама Асам, Керала, Манипур, Ориса, Пенџаб, Тамил Наду и Трипура, те у Непалу. Ова нова година је такође позната као Mesha Sankranti. 